# MTV2 Europe
MTV2 Europe (MTV2 de Europa), conocido también como M2 o MTV Two, fue un canal de televisión equivalente al MTV2 de Estados Unidos en Europa.
Inicia su andadura en octubre de 1998 y transmitía las 24 horas del día música alternativa del canal de difusión de Londres en toda Europa. El canal transmitía en el Reino Unido, Irlanda, Suecia, Noruega, Dinamarca, Finlandia, Francia, Alemania, Austria, Suiza, Portugal, España, Hungría, Israel, Holanda, Polonia, Rumania, República Checa, República Eslovaca, Eslovenia, Croacia, Serbia, Montenegro y los países bálticos.
Desde el 1 de marzo de 2010, el canal ha dejado de llamarse MTV2 y desde ese día su nuevo nombre fue MTV Rocks.

## Logotipos

Usado hasta mediados de 2007
Usado entre mediados de 2007 - 1 de marzo de 2010